# Edward Yang
Edward Yang, chiń. 杨德昌; pinyin Yáng Déchāng (ur. 6 listopada 1947 w Szanghaju, zm. 29 czerwca 2007 w Los Angeles) – tajwański reżyser i scenarzysta filmowy. W latach 80. należał do grupy twórców, którzy zapoczątkowali tajwańską nową falę. Za swój ostatni film I raz, i dwa (2000) zdobył nagrodę dla najlepszego reżysera na 53. MFF w Cannes.

## Życiorys
Gdy miał dwa lata wyjechał na Tajwan wraz z rodziną, która opuściła Chiny z powodu przejęcia władzy przez Komunistyczną Partię Chin. W kontekście tajwańskim pochodzi on więc z rodziny wàishēngrén (chiń.: 外生人), czyli Chińczyków którzy wyemigrowali na Tajwan wraz z rządem KMT. Jego rodzina zamieszkała w Tajpej w okolicy parku Da'an, gdzie osiedliło się wielu emigrantów z Chin.
Gdy dorastał, chciał zostać architektem, co widać później w szczególnej roli jaką odgrywa przestrzeń miejska w jego filmach. Od dziecka Yang rysował komiksy i oglądał filmy razem ze swoim ojcem, praca w przemyśle filmowym była jego dziecięcym marzeniem.
Rozpoczął studia inżynierskie, potem udał się na wymianę do Stanów Zjednoczonych, gdzie kontynuował studia na wydziale informatycznym. Ścisłe wykształcenie w żaden sposób nie zapowiadało jego przyszłej twórczości filmowej, choć w perspektywie czasu można powiedzieć, że uwarunkowało jego autorski styl filmowy – bardzo precyzyjny i perfekcjonistyczny zwłaszcza w zakresie kompozycji kadru.
Po zakończeniu studiów w 1974 Yang zaczął pracę w konsorcjum informatycznym, jednak wybór dotychczasowej drogi życiowej był bardziej wymuszony racjonalnym nastawieniem i oczekiwaniami ze strony rodziny. Warsztatu filmowego nauczył się samodzielnie analizując dzieła mistrzów, wśród których największy wpływ wywarły na nim filmy Wernera Herzoga, chociaż późniejsza twórczość Yanga jest bardziej pokrewna dziełom Michelangelo Antonioniego.
Zasiadał w jury konkursu głównego na 54. MFF w Cannes (2001). Przewodniczył obradom jury sekcji "Cinéfondation" na 58. MFF w Cannes (2005).
W 1985 roku Yang ożenił się z tajwańską gwiazdą popu Tsai Chin, która zagrała w jego filmie Historia z Tajpej (1985, chiń.: 青梅竹馬; pinyin: qīngméizhúmǎ). Rozwiedli się w 1995 roku, wkrótce potem Edward Yang ożenił się z pianistką Peng Kai-Li, z którą miał syna Seana. W 2007 roku Yang zmarł w wyniku choroby nowotworowej okrężnicy.

## Twórczość
Po powrocie na Tajwan w 1980 roku Edward Yang zaczął stawiać pierwsze kroki w przemyśle filmowym. Jak wielu początkujących twórców, by nauczyć się warsztatu i zaznajomić z organizacją produkcji, rozpoczął od współpracy z telewizją. Napisał scenariusz i wyreżyserował jeden z epizodów serialu 11 kobiet (1981) i wtedy też zaprzyjaźnił się z ludźmi, z którymi wkrótce zrewolucjonizuje tajwańską kinematografię – między innymi Sylvią Chang, Hou Hsiao-hsienem, Wu Nien-jenem i Ko I-chenem.
W 1982 roku Edward Yang, obok Tao Te-chena, Ko I-chena i Chang Yi, wyreżyserował jeden segment Oczekiwania do nowelowego filmu W naszych czasach (chiń.: 光陰的故事, guāngyīn de  gùshi), który okazał się przełomowy i dziś uważany jest za film zapoczątkowujący nowe kino tajwańskie. W Oczekiwaniach Yang przedstawia punkt widzenia dojrzewającej dziewczyny, jej sytuacje w szkole i początek fascynacji płcią przeciwną. Przedstawia męskie ciało w zwolnionym tempie, przy dźwiękach muzyki klasycznej (głównie utworów Fryderyka Chopina). Już w pierwszym filmie do głosu dochodzi jego hybrydyczna tożsamość, będąca na przecięciu wpływów zachodniego i wschodniego kręgu kulturowego i tendencja do przyjmowania punktu widzenia „Innego”.
Tego dnia na plaży (1983, chiń. 海灘的一天; pinyin: hǎitān de yī tiān) to pełnometrażowy debiut Edwarda Yanga. W głównej roli wystąpiła Sylvia Chang, jedna z ikon tajwańskiej popkultury, która później pracowała także w Hongkongu jako aktorka oraz reżyserka. Tego dnia na plaży stało się też początkiem operatorskiej kariery Christophera Doyle’a, Australijczyka, który zasłynął jako stały współpracownik Wong Kar-Waia. Debiut Yanga przedstawia obraz współczesnego Tajwanu, nowego modelu związków małżeńskich, zmiany pozycji kobiety w społeczeństwie oraz rozpadu wspólnoty rodzinnej. Styl Tego dnia na plaży przypomina europejskie kino modernistyczne, zwłaszcza z powodu licznych stylistycznych i fabularnych nawiązań do Przygody (1960) w reżyserii Michelangelo Antonioniego - podobnie jak w dziele włoskiego mistrza, w Tego dnia na plaży jeden z głównych bohaterów nagle znika.
Historia z Tajpej przyniosła Yangowi międzynarodowy rozgłos na MFF w Locarno. Chiński tytuł filmu (chiń.: 青梅竹馬; pinyin: qīngméizhúmǎ) odnosi się do znanej z poematu Li Baia historii pary wspólnie dorastających bohaterów, których dziecięce zabawy wraz z wiekiem dorastania przeobrażają się w romantyczne uczucie. To jeden z przykładów tytułów tajwańskiej nowej fali, których chińska wersja odnosi się do literackiej tradycji, zaś angielski tytuł nawiązuje do kontekstu międzynarodowego oraz światowej kinematografii. W głównej roli występuje czołowy tajwański reżyser, Hou Hsiao-hsien. W Historii z Tajpej szczególnie ważny staje się sposób ukazania przestrzeni miejskiej, puste ściany nowo wynajmowanych mieszkań, skrzyżowania i arterie komunikacyjne, szklane wieżowce czy betonowe korytarze korespondują z odczuciami bohaterów, które można by podsumować jako postnowoczesną anomię. W Historii z Tajpej wyjątkowo zarysowuje się proces amerykanizacji społeczeństwa tajwańskiego – główny bohater jest niespełnionym bejsbolistą i wciąż marzy o zamieszkaniu w Ameryce, która więcej ma wspólnego z utopią niż z rzeczywistością.
Edward Yang znów powrócił do tematu modernizacji społeczeństwa tajwańskiego w Terrorystach (chiń.: 恐怖分子; pinyin: Kǒngbù fènzǐ). Tym razem przedstawił kilku bohaterów, których losy przypadkowo przecinają się na ulicach Tajpej. Szczególnie skupił się na przedstawieniu współczesnej klasy średniej, ludzi wolnych zawodów (np. pisarki, fotografa), którzy zblazowani dostatnim życiem poszukują inspiracji w niebezpiecznej potencjalności jaką kryje w sobie przestrzeń miejska i świat przestępczy. Yang znów przedstawił splątane ulice Tajpej, betonowe korytarze, boczne uliczki oraz zimne i opustoszałe mieszkania. Telefon pełni wyjątkową funkcję jako narzędzie ślepego chaosu i przypadku, który decyduje o losie dryfujących w przestrzeni miejskiej bohaterach. W Terrorystach również powraca wątek amerykański - jedna z bohaterek, Euroazjatka o przezwisku White Chick, jest konsekwencją związku Tajwanki z amerykańskim żołnierzem, którego oddział stacjonował na Tajwanie po II wojnie światowej. Wątek idealnie podsumowany jest wykorzystaniem utworu The Platters „Smoke Gets in Your Eyes”, co wskazuje też na wpływ amerykańskiej popkultury na społeczeństwo tajwańskie.
Chłopiec z ulicy Guling (chiń. 牯嶺街少年殺人事件; pinyin. Gǔ lǐng jiē shàonián shārén shìjiàn) jest w twórczości Edwarda Yanga dziełem osobnym, ponieważ to jedyny film, w którym reżyser odchodzi od współczesnej tematyki na rzecz przedstawienia realiów przełomu lat 50. i 60. na Tajwanie. Od innych filmów Yanga Chłopiec z ulicy Guling odróżnia się linearną budową narracyjną opartą na pojedynczej historii. Scenariusz bazuje na doniesieniach prasowych o zabójstwie, którego dokonał chłopak zamieszany w wojnę młodzieżowych gangów, które w latach 50. panowały na ulicach Tajpej, między innymi z powodu niejednorodności społeczeństwa, rozbitego na grupy emigrantów ze wszystkich prowincji Chin, które nie tylko walczyły między sobą ale też ścierały się z Chińczykami od kilku wieków zamieszkującymi Tajwan (běnshēngrén, chiń. 本生人). Edward Yang tym samym wraca w Chłopcu z ulicy Guling do czasów swojej młodości, główny bohater, Si'r, staje się alter ego reżysera. Przemoc w filmie wydaje się przypadkowa i niezamierzona, jakby bohaterowie nie do końca zdawali sobie sprawę z konsekwencji swoich czynów. Akcja przedstawiona jest na tle ciemnych uliczek Tajpej, które przypominają tym razem mroczne miejskie lokacje znane z kina noir. Przestrzeń wypełniona jest pozostałościami po wpływach obcych kultur na Tajwanie – samurajski miecz, amerykański magnetofon i piosenka Elvisa Presleya „Are You Lonesome Tonight” - co podkreśla hybrydyczną tajwańską tożsamość. Główną rolę w Chłopcu z ulicy Guling zagrał piętnastoletni wtedy Chang Chen, dla którego film stał się początkiem kariery i późniejszej stałej współpracy z Hou Hsiao-hsienem.
Konfucjańskie zmieszanie' (chiń.: 獨立時代; pinyin: Dúlì Shídài) to komedia, która satyrycznie przedstawia współczesne tajwańskie społeczeństwo i przemysł rozrywkowy. Komercjalizacja sztuki oraz pastisz artystycznej, pretensjonalnej postawy ujawnia jałowość, brak autentyzmu i pewien kryzys sztuki doby postmodernizmu. Konfucjańskie zmieszanie wykorzystuje także chwyt qui pro quo znany z włoskiej commedii dell’arte – film przedstawia wykrzywiony obraz świata do którego wkracza chaos. Bohaterowie, będący na początku filmu w stałych związkach, mieszają się w inne relacje miłosne, które nieuchronnie kończą się rozczarowaniem. Zabieg karnawalizacji w obrębie narracji filmowej podkreśla tylko hipokryzję obecną w świecie przedstawionym, zaś powrót do status quo nie wywołuje katharsis tylko gorzką ironię. Konfucjańskie zmieszanie podsumowuje konsekwencje zderzenia konfucjańskiego społeczeństwa z procesami globalizacyjnymi.
Madżong (chiń.: 麻將; pinyin: Májiàng) kontynuuje satyryczny ton Konfucjańskiego zmieszania, przedstawiając losy grupy bohaterów na tle krajobrazu współczesnego Tajpej, ze szczególnym uwzględnieniem klubów i życia nocnego. Edward Yang znów porusza tematykę związków damsko-męskich, wyrachowania i egoizmu mieszkańców współczesnych metropolii. Jednak w Madżongu zarysowuje się ciekawy kontrast, ponieważ o ile związki między ludźmi wychowanymi w tym samym kręgu kulturowym są skazane na porażkę, to pary mieszane charakteryzują się autentyzmem uczuć i pewnym staroświeckim romantyzmem. W Madżongu Yang powraca również do gangów ulicznych i przedstawienia świata przestępczego Tajpej, jednak nie robi tego w konwencji znanej z kina akcji. Relacje między bohaterami z półświatka oparte są bardziej na chaosie i serii nieporozumień, co znów zbliża styl filmu do komediowego chwytu qui pro quo. Tajpej w Madżongu jawi się jako miejsce nieograniczonych możliwości dla obcokrajowców, która jednocześnie nie oferuje żadnych perspektyw poprawy życia lokalnym mieszkańcom. Postkolonialne zależności i wynikłe z nich nierówności społeczne w żadnym innym filmie Yang nie zaznaczają się tak dobitnie.
Edward Yang zwieńczył swoją twórczość optymistycznym akcentem. I raz, i dwa (chiń.: 一一; pinyin: yī yī) stanowi więc nadzieję na przyszłość. Do takiej interpretacji skłania sam tytuł filmu, który sugeruje restart, rozpoczęcie czegoś od nowa jak ponownie odgrywająca utwór orkiestra. I raz i dwa przypomina bardziej wczesne filmy Hou Hsiao-hsiena, które skupiały się na obrazie rodziny oraz cyklu narodzin i śmierci. I raz i dwa oparty jest na klamrowej kompozycji narracyjnej, opowiada o akceptacji monotonii dotychczasowego życia, pozbyciu się złudnych ambicji i marzeń. Główną rolę ojca rodziny kreuje Wu Nien-Jen, znany scenarzysta i reżyser filmów z nurtu nowego kina tajwańskiego. Yang przedstawia trzypokoleniową rodzinę, skomplikowane relacje między rodzinami a dziećmi, które skontrastowane jest z głębokim porozumieniem między umierającą babcią a wnukami. Najmłodszy chłopiec Yang Yang patrzy na świat przez oko aparatu fotograficznego i to właśnie on staje się alter ego reżysera.

## Styl autorski
W formalnej stronie filmów Edwarda Yanga można zauważyć częsty zabieg multiplikacji ekranu za sprawą wykorzystania przestrzeni – granice odrębnych ekranów mogą stanowić drzwi, wnęki, okna, przejścia, wszystko zależy od punktu widzenia statycznej kamery. Dominuje montaż wewnątrzkadrowy, czyli rozwój narracji uzależniony jest od ruchów samych postaci, nie zaś ruchów kamery i cięć montażowych. Statyczna kamera umożliwia także charakterystyczny dla Yanga „tunnel shot”, czyli wykorzystanie głębi ostrości przy jednoczesnym zniekształceniu przestrzeni poprzez ustawienie kamery naprzeciwko tunelu. Yang stosuje bardzo długie ujęcia, które umożliwiają obserwację przedstawionej przestrzeni i ukrytych w niej pobocznych narracji. Bohaterowie często znajdują się na rogu ekranu lub nawet poza jego obrębem, co wymaga dużej uwagi i ciągłej aktywności interpretacyjnej widza. Niespodziewane skoki czasowe także stwarzają trudności w odbiorze przekazu przez widza i zrekonstruowaniu fabuły z sjużetu, czyli zbioru  przedstawionych w filmie scen, z których widz tworzy koherentną opowieść. Za pomocą tych zabiegów Edward Yang wciąż zgłębiał temat współczesnej tożsamości tajwańskiej.

## Krytyka
Wielu odbiorców zarzucało Edwardowi Yangowi, że po demokratyzacji Tajwanu nie spełnił pokładanych w nim nadziei, ponieważ, w odróżnieniu od Hou Hsiao-hsiena, nie skupił się na przedstawieniu elementów, które mogłyby przedstawić korzenie tożsamości tajwańskiej. Skupił się za to na klasie średniej zamieszkującej współczesne Tajpej, unikając tematu problemów klasy robotniczej czy Aborygenów. Zaniedbał wiele lokalnych szczegółów na rzecz międzynarodowego kontekstu. Jednak jego styl filmowy uwarunkowany jest przez jego własną historię życiową i tożsamość rozpiętą między Tajwanem a Stanami Zjednoczonymi. W obrębie nurtu nowego kina tajwańskiej pozostaje więc twórcą osobnym.

## Filmografia
- W naszych czasach (1982)
- Tamtego dnia na plaży (1983)
- Historia z Tajpej (1985)
- Terroryści (1986)
- Chłopiec z ulicy Guling (1991)
- Konfucjańskie zmieszanie (1994)
- Madżong (1996)
- I raz, i dwa (2000)